# HD 10481
HD 10481，又名CD-38 584，SAO 193255、HR 494，是一颗恒星，视星等为6.17，位于銀經262.44，銀緯-74.8，其B1900.0坐标为赤經1h 37m 3.9s，赤緯-38° -74.8′ 24″。